# Матиевка (Ровненская область)
Матиевка (укр. Матіївка) — село, входит в Гощанскую поселковую общину Ровненского района Ровненской области Украины.
Население по переписи 2001 года составляло 135 человек. Почтовый индекс — 35414. Телефонный код — 3650. Код КОАТУУ — 5621285402.